# The Oates' Valor
Pour plus de détails, voir Fiche technique et Distribution.
The Oates' Valor (Les Valeurs des Oates) est un court métrage américain de Tim Thaddeus Cahill, sorti en 2007. Il traite du passage à l'âge adulte. Produit par Epistrophe Films, il a été tourné au format 16 mm.

## Synopsis
Boyson Oates, un adolescent, est en conflit avec son père à la discipline militaire. Après avoir tenté de vivre au domicile familial, Boyson le quitte puis revient dans l'espoir d'une dernière chance de réconciliation.

## Équipe du film

### Équipe technique et artistique
- Tim Thaddeus Cahill : réalisateur et scénariste
- Micah Gallo : premier assistant réalisateur
- David Rom : directeion de la photographie
- Matt Barber : montage
- Corban Poorboy : costumes

### Distribution
- Jordan David : Boyson Oates
- Jack Moore : le père
- Grant Gimby : Pete
- Amanda O'Brien : Muriel
- Conrad Apfell : l'un des frères cadets
- Daniel Carpenter : l'un des frères cadets
- Adèle Jacques
- Shannon Holt
- Ryan Patterson
- Whitney Rydbeck

### Équipe de producteur
- Tim Thaddeus Cahill : producteur
- Ross Danielson : producteur
- Victory Palmisano : producteur
- Ali Zubik : producteur
- Andy Bruntel : coproducteur
- Leo Jaramillo : coproducteur

## Récompenses et nominations
Le film a présenté en première au festival du film de Sundance. Puis, il l'a été au festival du film de Silver Lake, au festival international du film du Nantucket, au Small Potato Short Film Festival, et au festival du film indépendant de Dereel.
Le film a été également choisi comme court-métrage en sélection officielle en compétition au Festival de Cannes 2007.